# Кириленко Денис Кузьмович
Кириленко Денис Кузьмович (3 жовтня 1887, с. Синява, Васильківський повіт, Київська губернія — 7 серпня 1956, с. Кирдани, Таращанський район, Київська область) - військовий та політичний діяч, автор «Кирданського літопису», сільський інтелектуал.

## Життєпис
Народився у с. Синява у селянській родині Кузьми Карповича (1859-1924) та Ірини Олефірівни (1852-1915) Кириленків. Батько та мати походили із села Кирдани. Був охрещеній у місцевій церкві Св. Миколая, що збереглася до нашого часу.
Перші роки мешкав разом із батьками у хаті хрещеного батька.
Протягом 1896-1897 років навчався у Синявському церковно-парафіяльному училищі.
1898 року родина Кириленків переїздить до Одеси. Того ж 1898 року Денис Кириленко вступив до 2 класу народного училища, а по його закінченні 1900 року вступив до комерційного училища Ефруссі, яке закінчив 1904 року.
1906 року перехворів віспою, внаслідок чого усе життя був змушений носити бороду, оскільки хвороба спотворила обличчя.
1910 року, захищаючи матір, скоїв тяжкий злочин - вбив материну тітку та її чоловіка. Був засуджений до каторги, пройшов усю Російські імперію від Чорного моря через Одесу, Київ, Ригу, Смоленськ, Орел, Петроград, Челябінські, Іркутськ та Читу майже до самого Тихого океану.
1917 року Денис Кириленко був звільнений. Він записався добровольцем до лав армії. Служив у Томську, однак невдовзі полк перевели на Поділля. Наприкінці 1917 року Кириленко у посаді писаря переміщується разом із полком до Білої Церкви.
21 грудня 1917 року у його батька, що після смерті дружини у 1915 році одружився вдруге на Феодосії Кіндратівні Святченко (1877-1929), народився молодший брат Дениса Борис. Родина батька продовжувала мешкати у Одесі.
У лютому 1918 року Денис Кириленко був звільнений у запас у званні єфрейтора.
У лютому 1918 року вступив джобровольцем до Одеської армії, а після фактичної ліквідації армії працював писарем у Одеській комендатурі.
1918 року він ненадовго виїздить на батьківщину батьків у Кирдани, однак невдовзі повертається на службу до Одеси і служить впродовж 1919 року.
У вересні 1919 року переїздить до Кирданів. Впродовж наступного року працював у продзагонах у Тетієві, Конотопі, Таращі, Ставищі.
У січні 1921 року відбував війському гужову повинність у Києві. 1922 року у нього стався конфлікт із батьком та мачухою, внаслідок чого він вигнав їх з дому. Втім, невдовзі батько із родиною повернувся.
1923 року працює лісовим сторожем, а 1924 року вирушає на заробітки на Донбас.
1925 року працює робітником у Службі шляхів Середньоазвійської залізниці, а з кінця 1925 по 1930 роки (із перервами) на будівництві Джульфо-Бакинської залізниці.
14 червня 1930 року Денис Кириленко одружився з Ганною Кириленко (1885 - ?). На початку 1931 року повернувся до Кирданів. Живе дуже бідно, займається землеробством. Голодомор 1932-1933 років переживає у Кирданах. 1934 року отримує інвалідність.
Втім, 1934 року він влаштовується до «Сахалінтреста» буровим робітником. Втім, праця на Сахаліні через хворобу була недовгою, опісля він працював кочегаром на пароплаві.
Повернувшись додому у Кирдани, вступив до колгоспу, втім у 1935, 1936 та 1938 роках брав відпустки задля побічних заробітків.
Війну та окупацію пережив у рідному селі. Жив разом із дружиною та молодшим братом Борисом. Відмовився співпрацювати з німецькою окупаційною владою, хоч такі пропозиції йому надходили. Після визволення Кирданів 5 січня 1944 року у хаті Кириленків стояли наступаючі солдати.
Повоєнні роки Денис Кириленко жив у великій нужді, часто голодував, 1944 року його навть було звільнено від сплати податку як непрацездатну особу. Втім, 1950 року на нього було накладено великий податок, що сам Кириленко оскаржував. Іншою проблемою були втрата необхідних документів для відновлення пенсії по інвалідності.
Останні роки життя часто хворів, 1954 року три місяці пролежав хворим.
7 серпня 1956 року Денис Кириленко помер. Був похований у Кирданах.

## Особа Дениса Кириленка. Його характер та захоплення
Денис Кириленко, маючи високу для того часу освіту, залишив по собі унікальні і рідкісні матеріали, що не лише розкривають історію життя однієї людини, а й показують долю краю через долю конкретних людей.
Денис Кириленко, незважаючи на скоєний у молоді роки тяжкий гріх, був глибоко релігійною людиною. Характеризувався як чесна та порядна людина. Не мав шкідливих звичок, відзначався пунктуальністю та працелюбством. Усе життя збирав бібліотеку, яку у найтяжчі періоди життя ховав у спеціальному обладнаному тайнику.
Цікавився історією краю. Так, завдяки Денису Кириленку до наших днів дійшла копія акту генеральної ревізії Успінської церкви та історії села Кирдани 1783 року, адже копія була зроблена 1926 року, незадовго до знищення церкви. Того ж року складав спеціальну анкету із запитаннями до старожилів з історії села.
Складав хронологічні історичні таблиці Біблійних часів та давнього Риму, а також з 15 століття до 1917 року.
Працюючи на будівництві залізниці у Азербайджані, просив колегу-інгуша скласти російсько-інгушський словник та анкету щодо побуту та звичаїв цього народу.
Серед інших захоплень Дениса Кириленка були релігієзнавчі аналізи 10 Заповідей. Цікавився метеорологією та агрономією. Все життя вів «Здравну відомість», де фіксував усі свої хвороби.

## «Кирданський літопис»
Історія знайдення записів Дениса Кириленка та публікації його записів така.
Наприкінці 1980-х років тодішньому директору Таращанського краєзнавчого музею Леоніду Лащенку було передано теку із записами, документами, довідками, заявами. Записи виявилися щоденниковими записами, здійсненими у 1917-1956 роках кирданцем Денисом Кириленком. Білоцерківський краєзнавець Олексій Стародуб оцифрував та впорядкував документи.
2007 року стало відомо про існування частини щоденника за 1941-1945 роки, що зберігалися у однієї із жительок Кирданів, далекої родички Дениса Кириленка. Після смерті Кириленка, з яким дружив її батько, ці документи опинилися у цій родині.
Частина матеріалів з часом була опублікована у «Таращанському краї», на підставі документів було відтворено біографію Дениса Кириленка, фрагменти щоденників опубліковано у книзі «Таращанські етюди». Відтак за цими записами закріпилася назва «Кирданський літопис».
2010 року було знайдено фотографію молодого Дениса Кириленка.